# Mike O'Dowd
Mike O'Dowd est un boxeur américain né le 10 mars 1895 et mort le 28 juillet 1957 à Saint Paul, Minnesota.

## Carrière
Passé professionnel en 1913, il devient champion du monde des poids moyens en battant Al McCoy par KO à la 6e reprise le 14 novembre 1917 puis perd son titre aux points lors de sa 9e défense face à Johnny Wilson le 6 mai 1920. O'Dowd met un terme à sa carrière en 1923 sur un bilan de 94 victoires, 17 défaites et 5 matchs nuls.

## Distinction
- Mike O'Dowd est membre de l'International Boxing Hall of Fame depuis 2014.